# Atletisme als Jocs Olímpics d'Estiu de 1920 - 4x400 metres relleus masculins
Els 4x400 metres relleus masculins va ser una de les proves del programa d'atletisme disputades durant els Jocs Olímpics d'Anvers de 1920. La prova es va disputar entre el 22 i el 23 d'agost de 1920 i hi van prendre part 24 atletes de 6 nacions diferents.

## Medallistes
| Or                                                                              | Plata                                                                | Bronze                                                             |
| Regne UnitCecil Griffiths · Robert Lindsay · John Ainsworth-Davies · Guy Butler | Sud-àfricaHenning Dafel Clarence Oldfield Jack Oosterlaak Bevil Rudd | FrançaGeorges André · Gaston Féry · Maurice Delvart · André Devaux |

## Rècords
Aquests eren els rècords del món i olímpic que hi havia abans de la celebració dels Jocs Olímpics de 1920.
| Rècord del Món | 3' 16.6" | Mel Sheppard Edward Lindberg Ted Meredith Charles Reidpath | Estocolm (SWE) | 15 de juliol de 1912 |
| Rècord Olímpic | 3' 16.6" | Mel Sheppard Edward Lindberg Ted Meredith Charles Reidpath | Estocolm (SWE) | 15 de juliol de 1912 |

## Resultats

### Semifinals
- (entre parèntesis temps estimat)

| Pos. | Atleta     | Nació                                                          | Temps    |
| ---- | ---------- | -------------------------------------------------------------- | -------- |
| 1    | Bèlgica    | Jules Migeot Omer Corteyn Omer Smet François Morren            | 3'38"8   |
| 2    | Regne Unit | Cecil Griffiths Robert Lindsay John Ainsworth-Davis Guy Butler | (3'40"9) |
| 3    | França     | Géo André Gaston Féry Maurice Delvart André Devaux             | (3'46"6) |

| Pos. | Atleta       | Nació                                                      | Temps    |
| ---- | ------------ | ---------------------------------------------------------- | -------- |
| 1    | Sud-àfrica   | Henning Dafel Clarence Oldfield Jack Oosterlaak Bevil Rudd | 3'38"6   |
| 2    | Estats Units | George Schiller George Bretnall Ted Meredith Frank Shea    | (3'40"7) |
| 3    | Suècia       | Sven Krokström Sven Malm Eric Sundblad Nils Engdahl        | (3'46"4) |

### Final
| Pos. | Atleta       | Nació                                                          | Temps oficial | Temps oficiós |
| ---- | ------------ | -------------------------------------------------------------- | ------------- | ------------- |
| 1    | Regne Unit   | Cecil Griffiths Robert Lindsay John Ainsworth-Davis Guy Butler | 3'22"2        |               |
| 2    | Sud-àfrica   | Henning Dafel Clarence Oldfield Jack Oosterlaak Bevil Rudd     |               | 3'23"0        |
| 3    | França       | Géo André Gaston Féry Maurice Delvart André Devaux             |               | 3'23"5        |
| 4    | Estats Units | George Schiller George Bretnall Ted Meredith Frank Shea        |               | 3'23"6        |
| 5    | Suècia       | Sven Krokström Sven Malm Eric Sundblad Nils Engdahl            |               | 3'24"3        |
| 6    | Bèlgica      | Jules Migeot Omer Corteyn Omer Smet François Morren            |               | 3'24"9        |